# Раймондо Селлі
Раймондо Селлі (італ. Raimondo Selli; 30 вересня 1916 — 4 жовтня 1983) — італійський геолог та океанолог

## Біографія
Закінчив факультет природознавства Болонського університету. Два роки викладав геології у Палермському університеті, доки не повернувся до Болонського університету у 1957 році, де пропрацював до пенсії. Отримав ступінь почесного доктора в Університеті Бордо.
Він був одним із засновників Інституту геології і палеонтології Болонського університету, який у 1988 році названий на його честь. У 1963 році Інститут отримав нову будівлю, яка збудована за проектом італійського архітектора Джованні Мішелуччі. У 1968 році організував науково-дослідний центр морської геології, завдяки якому, у 1970 році він досліджував геологію Тірренського моря. Крім того вивчав тектонічну еволюцію Східних Альп та Апеннін. Обчислив геологічні та сейсмічні ризики у нереалізованому проекті будівництва моста через Мессінську протоку та при будівництві атомних станцій. Причетний до відкриття та дослідження мессінського піку солоності. Багато зусиль приділяв розробці геологічних карт різних регіонів Італії.
У 1962—1963 роках був головою Італійського геологічного товариства. З 1967 по 1980 рік — представник Італії в ООН в галузі океанографії.